# Procreodi
I procreodi (Procreodi) sono un ordine di mammiferi primitivi sviluppatisi subito dopo la scomparsa dei dinosauri, nel Paleocene inferiore.

## "Cani" onnivori
Questi animali includono i primi tentativi, da parte di mammiferi di una certa taglia, di dare vita a forme predatrici. Molte di queste forme, raggruppate nella famiglia degli arctocionidi (Arctocyonidae), erano della taglia di un cane, o ancora più grandi. L'esempio più conosciuto è il genere Arctocyon, del Paleocene superiore europeo. Questi animali svilupparono una dentatura notevole: accanto a molari grandi e trituranti, adatti a una dieta erbivora, vi erano incisivi e canini che chiaramente richiamavano un'attività predatrice. Molto probabilmente si trattava di animali onnivori. Altre forme della famiglia sono Arctocyonides e Mentoclaenodon. Quest'ultimo era quasi sicuramente carnivoro, dal momento che aveva sviluppato veri e propri canini “a sciabola”. Le forme più antiche sono raggruppate nella sottofamiglia dei Loxolophinae (come Loxolophus e Protogonodon).
Una famiglia dalle caratteristiche diverse, quella degli ossiclenidi (Oxyclaenidae), si sviluppò anch'essa nel Paleocene inferiore. La taglia di questi animali era di solito minore rispetto a quella degli arctocionidi; gli ossiclenidi avevano un corpo più corto e zampe più lunghe, utilizzate forse per arrampicarsi sugli alberi. Sembra che gli ossiclenidi, come Chriacus, fossero i procreodi più primitivi.
Gli arctocionidi e gli ossiclenidi si estinsero nel corso dell'Eocene, senza lasciare discendenti. I procreodi sono comunque importanti in quanto sono tra i primi tentativi di specializzazione dei mammiferi placentati.